# Blepisanis nigroapicaloides
Blepisanis nigroapicaloides là một loài bọ cánh cứng trong họ Cerambycidae.